# Byszno Małe
Byszno Małe – jezioro w woj. wielkopolskim, w powiecie złotowskim, w gminie Jastrowie, leżące na Równinie Wałeckiej.

## Dane morfometryczne
Powierzchnia zwierciadła wody według różnych źródeł wynosi od 10,0 ha do 23,87 ha (lustra wody) lub 26,10 ha (ogólna).
Jezioro otaczają bagna, które przechodzą w podmokłe łąki.
Zwierciadło wody położone jest na wysokości 122,4 m n.p.m.

## Hydronimia
Według spisu opracowanego przez Komisję Nazw Miejscowości i Obiektów Fizjograficznych (KNMiOF) nazwa tego jeziora to Byszno Małe. W różnych publikacjach i na mapach topograficznych jezioro to występuje pod nazwą Busino Małe lub Businowo Małe lub Busino Małe (Łabędzie).
Dane z państwowego rejestru nazw geograficznych podają oboczne nazwy tego jeziora: Busino Małe, Jezioro Businowskie Małe, Jezioro Łabędzie.